# Kenya az 1968. évi nyári olimpiai játékokon
Kenya a mexikói Mexikóvárosban megrendezett 1968. évi nyári olimpiai játékok egyik részt vevő nemzete volt. Az országot az olimpián 4 sportágban 39 sportoló képviselte, akik összesen 9 érmet szereztek.

## Érmesek
| Érem  | Versenyző                                               | Sportág   | Versenyszám           |
| ----- | ------------------------------------------------------- | --------- | --------------------- |
| Arany | Kipchoge Keino                                          | Atlétika  | Férfi 1500 m          |
| Arany | Naftali Temu                                            | Atlétika  | Férfi 10 000 m        |
| Arany | Amos Biwott                                             | Atlétika  | Férfi 3000 m akadály  |
| Ezüst | Wilson Kiprugut                                         | Atlétika  | Férfi 800 m           |
| Ezüst | Kipchoge Keino                                          | Atlétika  | Férfi 5000 m          |
| Ezüst | Benjamin Kogo                                           | Atlétika  | Férfi 3000 m akadály  |
| Ezüst | Charles Asati Naftali Bon Munyoro Nyamau Daniel Rudisha | Atlétika  | Férfi 4 × 400 m váltó |
| Bronz | Naftali Temu                                            | Atlétika  | Férfi 5000 m          |
| Bronz | Philip Waruinge                                         | Ökölvívás | Pehelysúly            |

## Atlétika
Férfi
| Versenyző                                               | Versenyszám     | Előfutam | Előfutam | Előfutam | Negyeddöntő | Negyeddöntő | Negyeddöntő | Elődöntő | Elődöntő | Elődöntő | Döntő         | Döntő         |
| Versenyző                                               | Versenyszám     | Idő      | Hely.    | Össz.    | Idő         | Hely.       | Össz.       | Idő      | Hely.    | Össz.    | Idő           | Helyezés      |
| ------------------------------------------------------- | --------------- | -------- | -------- | -------- | ----------- | ----------- | ----------- | -------- | -------- | -------- | ------------- | ------------- |
| Charles Asati                                           | 100 m           | 10,63    | 6.       | 46.      | kiesett     | kiesett     | kiesett     | kiesett  | kiesett  | kiesett  | kiesett       | kiesett       |
| Charles Asati                                           | 200 m           | 20,66    | 2.       | 6.*      | 20,84       | 5.          | 14.         | kiesett  | kiesett  | kiesett  | kiesett       | kiesett       |
| Julius Sang                                             | 200 m           | 20,90    | 2.       | 15.      | 21,04       | 5.          | 23.         | kiesett  | kiesett  | kiesett  | kiesett       | kiesett       |
| Julius Sang                                             | 100 m           | 10,64    | 6.       | 47.*     | kiesett     | kiesett     | kiesett     | kiesett  | kiesett  | kiesett  | kiesett       | kiesett       |
| Naftali Bon                                             | 400 m           | 46,21    | 1.       | 16.      | 46,39       | 7.          | 24.         | kiesett  | kiesett  | kiesett  | kiesett       | kiesett       |
| Munyoro Nyamau                                          | 400 m           | 45,91    | 2.       | 12.      | 46,12       | 3.          | 15.         | 46,37    | 6.       | 13.      | kiesett       | kiesett       |
| Daniel Rudisha                                          | 400 m           | 46,96    | 4.       | 37.      | 47,68       | 6.          | 29.         | kiesett  | kiesett  | kiesett  | kiesett       | kiesett       |
| Wilson Kiprugut                                         | 800 m           | 1:46,17  | 1.       | 1.       |             |             |             | 1:45,84  | 2.       | 2.       | 1:44,57       |               |
| Robert Ouko                                             | 800 m           | 1:47,65  | 3.       | 9.       |             |             |             | 1:47,15  | 5.       | 9.       | kiesett       | kiesett       |
| Thomas Saisi                                            | 800 m           | 1:46,99  | 1.       | 3.       |             |             |             | 1:46,64  | 3.       | 7.       | 1:47,59       | 7.            |
| Ben Jipcho                                              | 1500 m          | 3:46,51  | 1.       | 2.       |             |             |             | 3:54,69  | 6.       | 15.      | 3:51,22       | 10.           |
| Kipchoge Keino                                          | 1500 m          | 3:46,96  | 1.       | 4.       |             |             |             | 3:51,50  | 2.       | 2.       | 3:34,91       |               |
| Kipchoge Keino                                          | 5000 m          | 14:28,40 | 1.       | 10.      |             |             |             |          |          |          | 14:05,16      |               |
| Kipchoge Keino                                          | 10 000 m        |          |          |          |             |             |             |          |          |          | nem ért célba | nem ért célba |
| Naftali Temu                                            | 10 000 m        |          |          |          |             |             |             |          |          |          | 29:27,4       |               |
| Naftali Temu                                            | 5000 m          | 14:20,38 | 1.       | 3.       |             |             |             |          |          |          | 14:06,41      |               |
| Naftali Temu                                            | Maraton         |          |          |          |             |             |             |          |          |          | 2:32:36       | 19.           |
| Paul Mose                                               | Maraton         |          |          |          |             |             |             |          |          |          | 2:55:17       | 48.           |
| Kimaru Songok                                           | 110 m gát       | 14,76    | 6.       | 29.      |             |             |             | kiesett  | kiesett  | kiesett  | kiesett       | kiesett       |
| Kimaru Songok                                           | 400 m gát       | 50,66    | 5.       | 12.      |             |             |             | kiesett  | kiesett  | kiesett  | kiesett       | kiesett       |
| Amos Biwott                                             | 3000 m akadály  | 8:49,39  | 1.       | 1.       |             |             |             |          |          |          | 8:51,02       |               |
| Benjamin Kogo                                           | 3000 m akadály  | 8:57,80  | 1.       | 2.       |             |             |             |          |          |          | 8:51,56       |               |
| Charles Asati Munyoro Nyamau Naftali Bon Daniel Rudisha | 4 × 400 m váltó | 3:00,84  | 2.       | 2.       |             |             |             |          |          |          | 2:59,64       |               |

Női
| Versenyző         | Versenyszám | Előfutam      | Előfutam      | Előfutam      | Negyeddöntő | Negyeddöntő | Negyeddöntő | Elődöntő | Elődöntő | Elődöntő | Döntő   | Döntő    |
| Versenyző         | Versenyszám | Idő           | Hely.         | Össz.         | Idő         | Hely.       | Össz.       | Idő      | Hely.    | Össz.    | Idő     | Helyezés |
| ----------------- | ----------- | ------------- | ------------- | ------------- | ----------- | ----------- | ----------- | -------- | -------- | -------- | ------- | -------- |
| Lydia Stephens    | 100 m       | nem ért célba | nem ért célba | nem ért célba | kiesett     | kiesett     | kiesett     | kiesett  | kiesett  | kiesett  | kiesett | kiesett  |
| Tekla Chemabwai   | 400 m       | 54,05         | 5.            | 12.           |             |             |             | kiesett  | kiesett  | kiesett  | kiesett | kiesett  |
| Elizabeth Chesire | 800 m       | 2:10,92       | 6.            | 24.           |             |             |             | kiesett  | kiesett  | kiesett  | kiesett | kiesett  |

* - egy másik versenyzővel azonos időt ért el

## Gyeplabda
| Kenyai férfi gyeplabdacsapat-játékoskeret | Kenyai férfi gyeplabdacsapat-játékoskeret |
| --- | --- |
| - Kirpal Singh Bhardwaj - Davinder Singh Deegan - Egbert Fernandes - Hilary Fernandes - Leo Fernandes - Silvester Fernandes - Mohamed Ajmal Malik | - Harvinder Singh Marwa - Santokh Singh Matharu - Alu Mendonca - Surjeet Singh Panesar - Reynold Pereira - John Simonian - Avtar Singh Sohal |

### Eredmények
Csoportkör
B csoport
| Csapat               | M | Gy | D | V | G+ | G– | Gk  | P  |
| -------------------- | - | -- | - | - | -- | -- | --- | -- |
| Pakisztán (PAK)      | 7 | 7  | 0 | 0 | 23 | 4  | +19 | 14 |
| Ausztrália (AUS)     | 8 | 5  | 1 | 2 | 15 | 7  | +8  | 11 |
| Kenya (KEN)          | 8 | 4  | 1 | 3 | 13 | 9  | +4  | 9  |
| Hollandia (NED)      | 7 | 4  | 0 | 3 | 11 | 11 | 0   | 8  |
| Franciaország (FRA)  | 7 | 2  | 1 | 4 | 2  | 5  | –3  | 5  |
| Nagy-Britannia (GBR) | 7 | 2  | 1 | 4 | 6  | 8  | –2  | 5  |
| Argentína (ARG)      | 7 | 1  | 1 | 5 | 4  | 20 | –16 | 3  |
| Malajzia (MAS)       | 7 | 0  | 3 | 4 | 2  | 12 | –10 | 3  |

| 1968. október 13. | Ausztrália (AUS) | 2 – 0   | Kenya (KEN) |  |
| 1968. október 13. | Glencross Riley  | (2 – 0) |             |  |

| 1968. október 14. | Kenya (KEN)  | 1 – 1   | Malajzia (MAS) |  |
| 1968. október 14. | E. Fernandes | (0 – 1) | Belavantheran  |  |

| 1968. október 16. | Kenya (KEN)               | 2 – 0   | Franciaország (FRA) |  |
| 1968. október 16. | E. Fernandes L. Fernandes | (0 – 0) |                     |  |

| 1968. október 17. | Kenya (KEN)          | 2 – 0   | Hollandia (NED) |  |
| 1968. október 17. | H. Fernandes Panesar | (1 – 0) |                 |  |

| 1968. október 19. | Kenya (KEN)    | 2 – 1   | Argentína (ARG) |  |
| 1968. október 19. | Deegan Panesar | (2 – 1) | Anderson        |  |

| 1968. október 20. | Kenya (KEN)      | 3 – 0   | Nagy-Britannia (GBR) |  |
| 1968. október 20. | Deegan 2 Matharu | (2 – 0) |                      |  |

| 1968. október 21. | Pakisztán (PAK) | 2 – 1   | Kenya (KEN) |  |
| 1968. október 21. | Dar Niazi       | (2 – 0) | Deegan      |  |

Rájátszás az előtöntőért
| 1968. október 22. | Ausztrália (AUS)  | 3 – 2   | Kenya (KEN)    |  |
| 1968. október 22. | Smart 2 Glencross | (1 – 1) | Panesar Deegan |  |

Az 5–8. helyért
| 1968. október 23. | Spanyolország (ESP)  | 2 – 1   | Kenya (KEN) |  |
| 1968. október 23. | J. Fábregas Ventalló | (2 – 1) | Deegan      |  |

A 7. helyért
| 1968. október 25. | Új-Zéland (NZL) | 2 – 0   | Kenya (KEN) |  |
| 1968. október 25. | Borren Capey    | (1 – 0) |             |  |

| Csapat      | Helyezés |
| ----------- | -------- |
| Kenya (KEN) | 8.       |

## Ökölvívás
| Versenyző       | Versenyszám   | Selejtező         | 32-es főtábla               | Nyolcaddöntő                | Negyeddöntő                   | Elődöntő                   | Döntő             | Helyezés |
| Versenyző       | Versenyszám   | Ellenfél Eredmény | Ellenfél Eredmény           | Ellenfél Eredmény           | Ellenfél Eredmény             | Ellenfél Eredmény          | Ellenfél Eredmény | Helyezés |
| --------------- | ------------- | ----------------- | --------------------------- | --------------------------- | ----------------------------- | -------------------------- | ----------------- | -------- |
| Samuel Mbugua   | Harmatsúly    | erőnyerő          | Dhanraj Singh (GUY) · 5-0   | Giuseppe Mura (ITA) · 3-2   | Valerian Szokolov (URS) · 0-5 | kiesett                    | kiesett           | 5.       |
| Philip Waruinge | Pehelysúly    |                   | Jean-Paul Anton (FRA) · 5-0 | Mohamed Sourour (MAR) · 5-0 | Miguel García (ARG) · 4-1     | Antonio Roldán (MEX) · 2-3 | kiesett           |          |
| John Olulu      | Kisváltósúly  | erőnyerő          | Arto Nilsson (FIN) · 2-3    | kiesett                     | kiesett                       | kiesett                    | kiesett           | 17.      |
| Stephen Thega   | Nagyváltósúly |                   | Walter Campos (CRC) · 5-0   | Günther Meier (FRG) · 0-5   | kiesett                       | kiesett                    | kiesett           | 9.       |

## Sportlövészet
Nyílt
| Versenyző      | Versenyszám          | Pont | Helyezés |
| -------------- | -------------------- | ---- | -------- |
| Leonard Bull   | Gyorstüzelő pisztoly | 576  | 35.      |
| John Harun     | Sportpuska, fekvő    | 580  | 76.      |
| Dismus Onyiego | Sportpuska, fekvő    | 583  | 68.      |